# Holušice (Kaliště)
Holušice (německy Hluschitz) je malá vesnice, část obce Kaliště v okrese Pelhřimov. Nachází se asi 2,5 km na jih od Kaliště. V roce 2009 zde bylo evidováno 28 adres. V roce 2001 zde trvale žilo 26 obyvatel.
Holušice je také název katastrálního území o rozloze 1,7 km2.

## Další fotografie

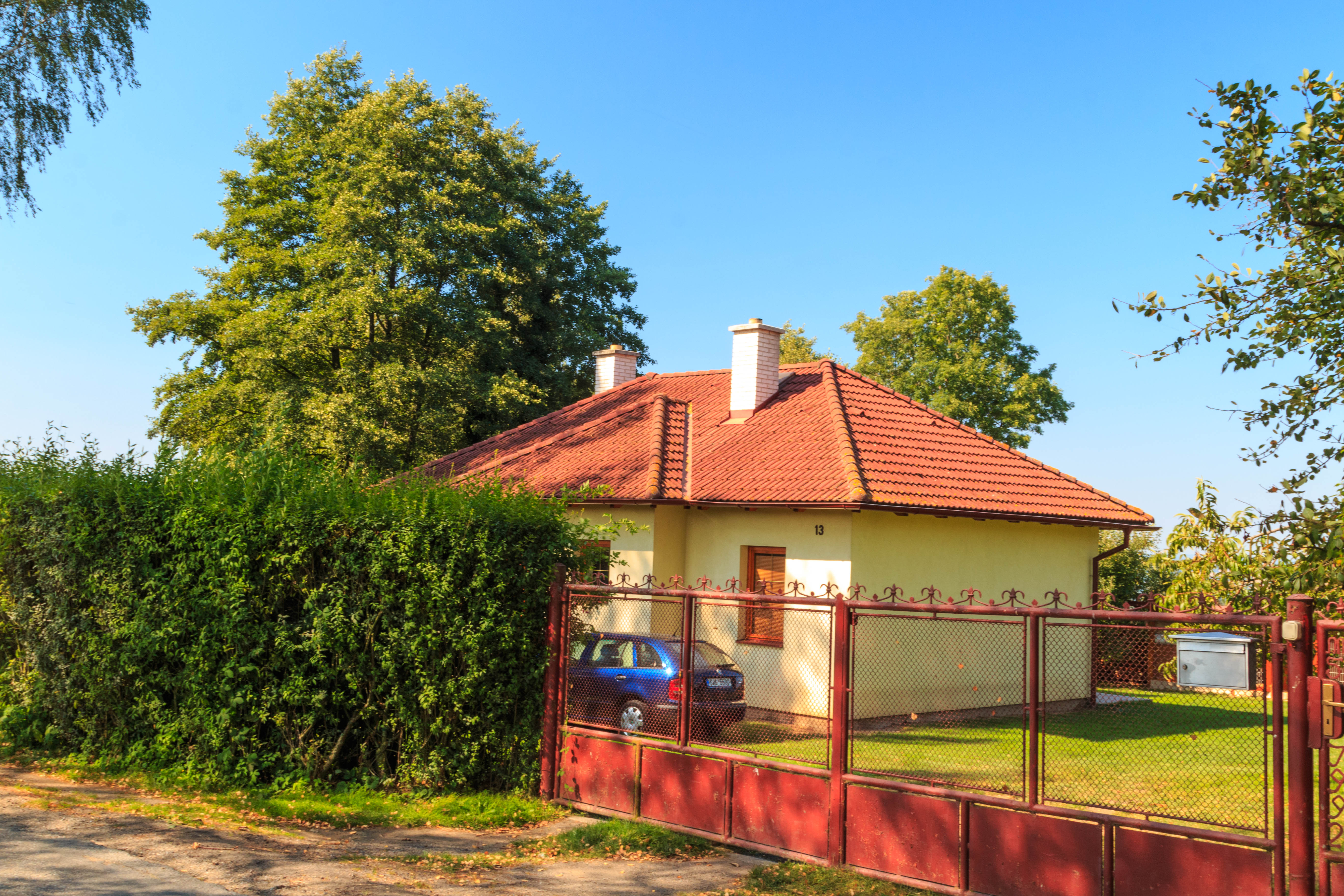
Holušice u Kaliště - čp. 13
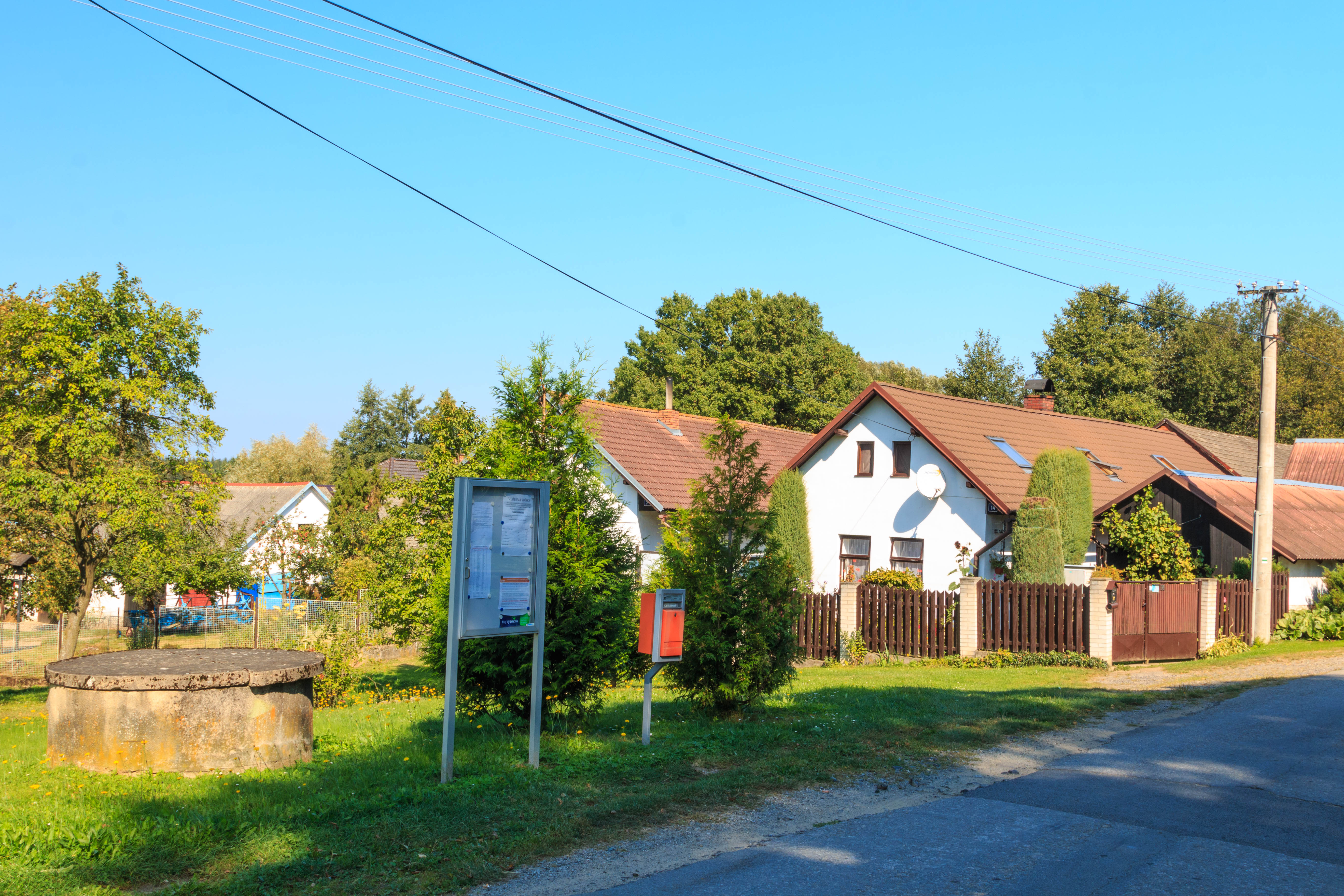
Holušice u Kaliště - čp. 14
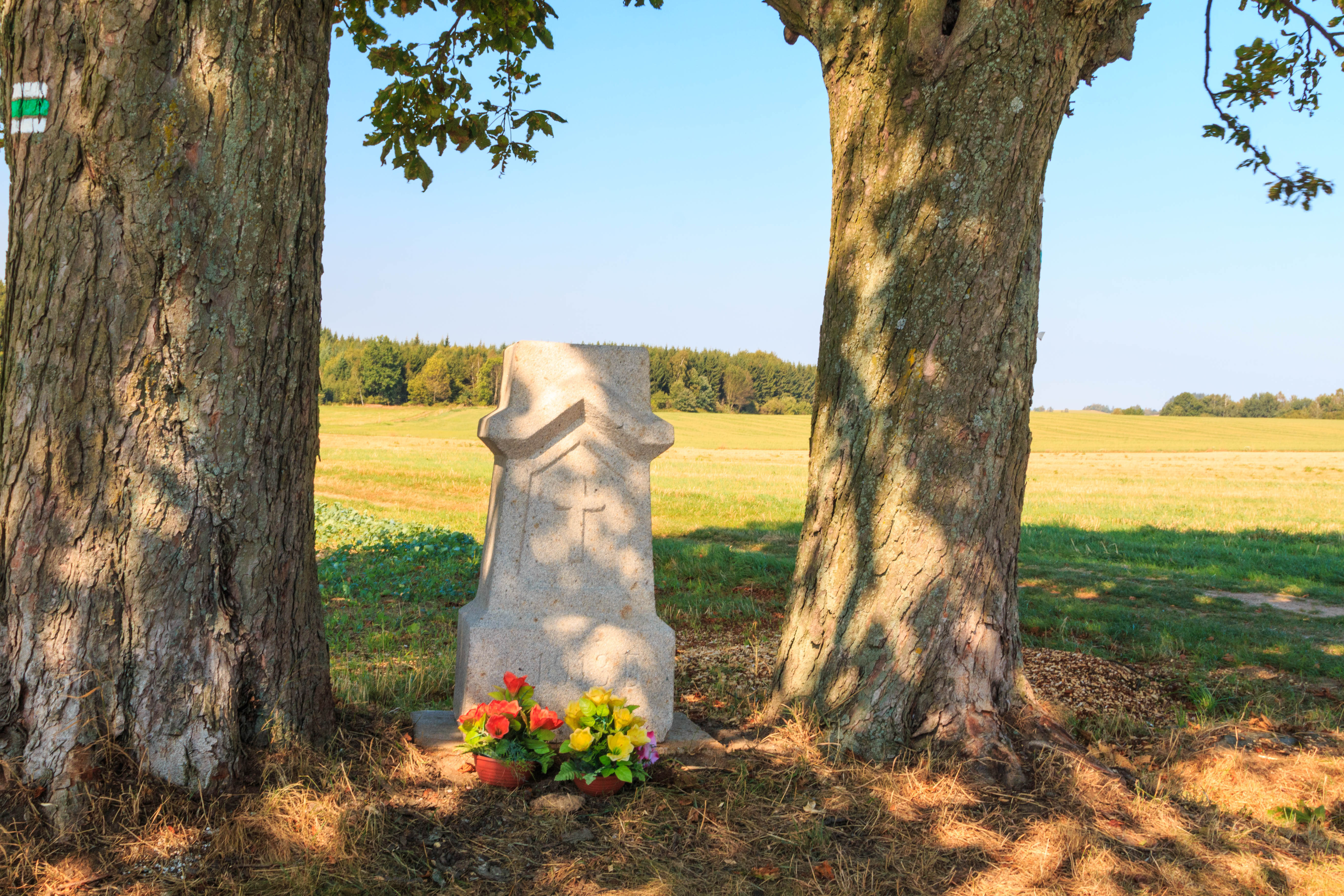
Holušice u Kaliště - podstavec po kříži
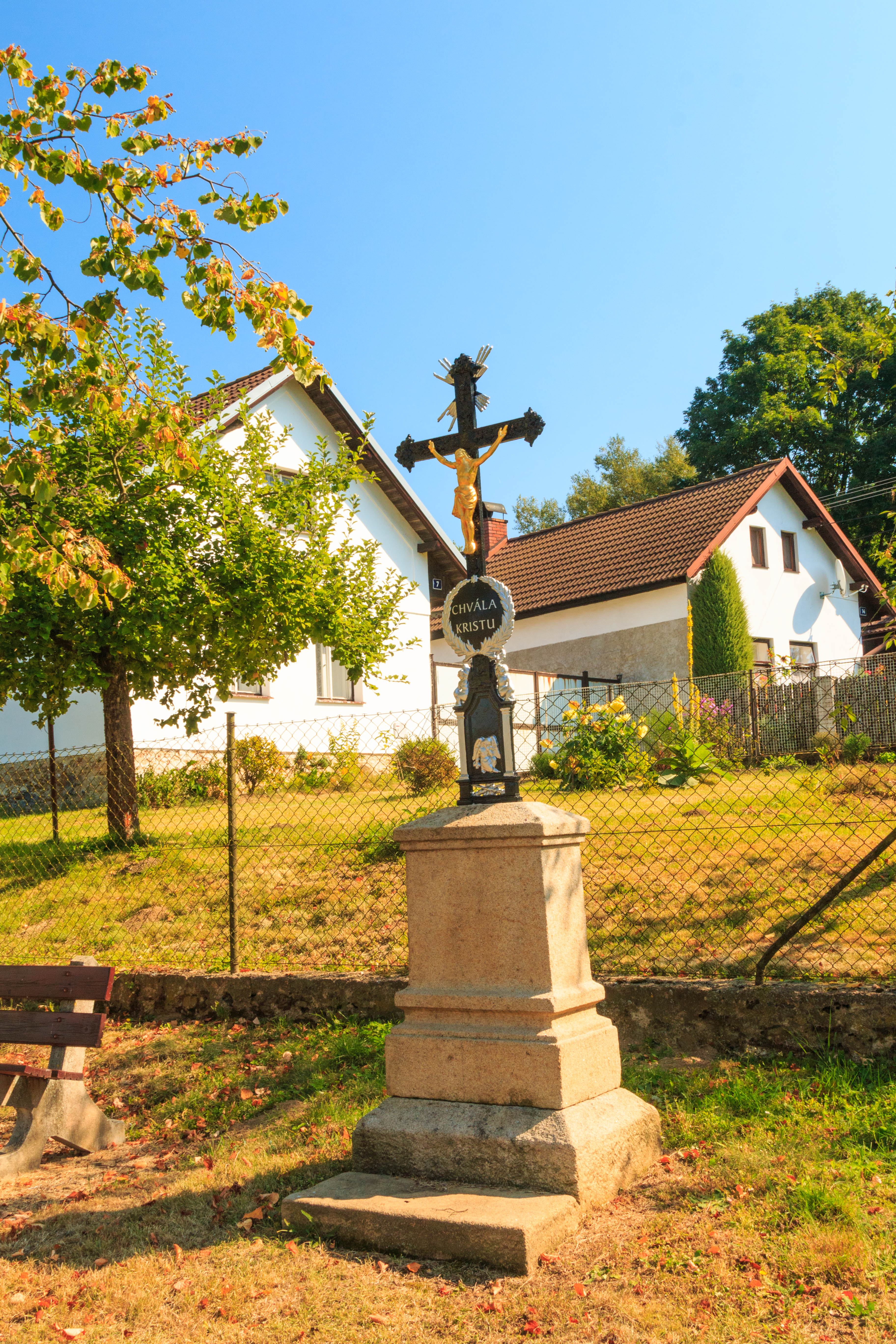
Holušice u Kaliště - křížek